# Кастельно-де-Монмираль (кантон)
Кастельно́-де-Монмира́ль (фр. Castelnau-de-Montmiral, окс. Castèlnòu de Montmiralh) — упразднённый кантон во Франции, находился в регионе Юг — Пиренеи, департамент Тарн. Входил в состав округа Альби.
Код INSEE кантона — 8107. Всего в кантон Кастельно-де-Монмираль входили 12 коммун, из них главной коммуной являлась Кастельно-де-Монмираль.
Кантон был упразднён в марте 2015 года.

## Население
Население кантона на 2009 год составляло 3746 человек.
| 1962 | 1968 | 1975 | 1982 | 1990 | 1999 | 2006 | 2009 |
| ---- | ---- | ---- | ---- | ---- | ---- | ---- | ---- |
| 4177 | 4363 | 4073 | 3751 | 3659 | 3607 | 3701 | 3746 |

## Коммуны кантона
| Коммуна                | Население, чел. (2010) | Почтовый индекс | Код INSEE |
| ---------------------- | ---------------------- | --------------- | --------- |
| Алос                   | 110                    | 81140           | 81007     |
| Андийак                | 116                    | 81140           | 81012     |
| Вьё                    | 175                    | 81140           | 81316     |
| Кампаньяк              | 115                    | 81140           | 81056     |
| Кастельно-де-Монмираль | 957                    | 81140           | 81064     |
| Каюзак-сюр-Вер         | 1054                   | 81140           | 81051     |
| Ларрок                 | 171                    | 81140           | 81136     |
| Ле-Вердье              | 238                    | 81140           | 81313     |
| Монтель                | 103                    | 81140           | 81176     |
| Пюисельси              | 474                    | 81140           | 81217     |
| Сен-Бозиль             | 116                    | 81140           | 81243     |
| Сент-Сесиль-дю-Керу    | 122                    | 81140           | 81246     |